# Рельки (Речицкий район)
Рельки (бел. Рэлькi) — посёлок в Холмечском сельсовете Речицкого района Гомельской области Белоруссии.

## География

### Расположение
В 28 км на юг от районного центра и железнодорожной станции Речица (на линии Гомель — Калинковичи), 78 км от Гомеля.

## Транспортная система
Транспортная связь по просёлочной, а затем по автодороге Лоев — Речица.
В посёлке 12 жилых домов (2004 год). Застройка редкая, деревянными домами усадебного типа.

## История
Основан в начале XX века переселенцами из соседних деревень. Наиболее активная застройка приходится на 1920-е годы. В 1931 году организован колхоз. 6 жителей погибли на фронтах Великой Отечественной войны. Согласно переписи 1959 года посёлок наряду с Вознесенском входил в состав колхоза «Красный стяг» с центром в деревне Артуки.
До 31 октября 2006 года в составе Артуковского сельсовета.

## Население

### Численность
2004 год — 12 дворов, 31 житель.

### Динамика
- 1930 год — 15 дворов, 78 жителей.
- 1959 год — 62 жителя (согласно переписи).
- 2004 год — 12 дворов, 31 житель.